# Vernand-Dessus
Ne doit pas être confondu avec Vernand-Dessous.
Vernand-Dessus est une localité suisse rattachée à la commune de Lausanne. Elle fait partie, avec Vernand-Dessous, de la zone foraine de Vernand.

## Monuments
Les maisons rurales situées aux numéros 3 et 4 de l'avenue de Vernand-Dessus sont inscrites comme bien culturel suisse d'importance nationale.